# Diana Torrejón Rodríguez
Diana Torrejón Rodríguez (Tlaxco, Tlaxcala, México; 8 de abril de 1995) es una política tlaxcalteca. Licenciada en Derecho, por la Universidad Autónoma de Tlaxcala; estudió una Maestría en Derechos Humanos, por la UATx. Actualmente es Presidenta Municipal del Municipio de Tlaxco, Tlaxcala por el partido Movimiento de Regeneración Nacional.

## Reseña biográfica
Nació en el municipio de Tlaxco, el 8 de abril de 1995. En su municipio ha desempeñado el cargo de Primera Regidora en el Ayuntamiento 2017-2021 y el de Presidenta Municipal para el periodo 2024-2027; sus principales motivaciones en la Agenda Pública han sido el acceso a servicios públicos, derechos humanos, protección del medio ambiente y tecnificación de campesinos y productores.
Es abogada egresada por la Universidad Autónoma de Tlaxcala, y Maestra en Derechos Humanos por el Centro Nacional de Derechos Humanos en conjunto con la Universidad Autónoma de Tlaxcala.
De 2021 a 2024 se desempeñó como Diputada Local del Distrito II (Tlaxco, Atlangatepec y Tetla) de Tlaxcala, durante la LXIV Legislatura del Congreso del Estado de Tlaxcala por el Partido Revolucionario Institucional.. Ganó por Mayoría Relativa representando a la Coalición ¨Va por México¨ (PAN- PRI- PRD). En el Congreso Local forma parte del Grupo Parlamentario del Partido Revolucionario Institucional. En la LXIV Legislatura del Congreso de Tlaxcala es presidenta de la Comisión de Derechos Humanos, Grupos Vulnerables y Derecho de Niñas, Niños y Adolescentes y del Comité de Transparencia.
En 2024 participó en Proceso Electoral Local 2023-2024 para competir por el cargo de Presidenta Municipal del Municipio de Tlaxco, Tlaxcala por el partido Movimiento de Regeneración Nacional, tras haber logrado 10 mil 492 votos de los 21,353 votos computados lo que significo un triunfo con cerca del 50 por ciento.